# 553 Кундрі
553 Кундрі (553 Kundry) — астероїд головного поясу, відкритий 27 грудня 1904 року Максом Вольфом у Гейдельберзі.